# 微温湯温泉
微温湯温泉（ぬるゆおんせん）は、福島県福島市（旧国陸奥国、明治以降は岩代国）にある温泉。

## 泉質
- 酸性緑礬泉

源泉温度が約33℃と低く、微かに温かい湯、が転じて温泉名が微温湯となった。
また目に対する効能が高い湯とされる。

## 温泉街
吾妻小富士の中腹、標高920mの高所に一軒宿の旅館二階堂が存在する。雪深い場所に位置するため、4月下旬～11月下旬までの営業となる。

## 歴史
開湯は約300年前である。戊辰戦争の際に一軒宿は焼失した。その後1877年に再建され、1897年に増築された後現在もその建物は旅館として使われている。

## アクセス
- 車：東北自動車道福島西ICより約45分。
  - 車で行く際は、福島駅から伸びる福島県道126号福島微温湯線（通称・微温湯街道）を通る。同県道は末端部が非常に狭く入り組んだ山道（幅員狭小・急カーブの悪路）であるが、広域農道（舗装）の迂回路がある。

- 毎年11月下旬頃から4月中旬頃まで冬季休業する。

## 周辺
- 高湯温泉